# Вирля
Ви́рля (укр. Вірля) (до 1933 — Урля) — село на Украине, известно с XVIII века, находится в Барановском районе Житомирской области.
Код КОАТУУ — 1820680801. Население по переписи 2001 года составляет 747 человек. Почтовый индекс — 12730. Телефонный код — 4144. Занимает площадь 15,524 км².

## Адрес местного совета
12730, Житомирская область, Барановский р-н, с.Вирля